# Superbike-Weltmeisterschaft 1991
Die Superbike-WM-Saison 1991 war die vierte in der Geschichte der FIM-Superbike-Weltmeisterschaft. Bei 13 Veranstaltungen wurden 26 Rennen ausgetragen.

## Punkteverteilung
| Punktewertung | Punktewertung | Punktewertung | Punktewertung | Punktewertung | Punktewertung | Punktewertung | Punktewertung | Punktewertung | Punktewertung | Punktewertung | Punktewertung | Punktewertung | Punktewertung | Punktewertung | Punktewertung |
| ------------- | ------------- | ------------- | ------------- | ------------- | ------------- | ------------- | ------------- | ------------- | ------------- | ------------- | ------------- | ------------- | ------------- | ------------- | ------------- |
| Platz         | 1             | 2             | 3             | 4             | 5             | 6             | 7             | 8             | 9             | 10            | 11            | 12            | 13            | 14            | 15            |
| Punkte        | 20            | 17            | 15            | 13            | 11            | 10            | 9             | 8             | 7             | 6             | 5             | 4             | 3             | 2             | 1             |

In die WM-Wertung kamen alle erzielten Resultate.

## Wissenswertes
- Überlegener Weltmeister wurde der US-Amerikaner Doug Polen auf Ducati 888. Er gewann 17 der 26 ausgetragenen Läufe und sicherte sich damit seinen ersten Superbike-WM-Titel.
- Bei der Veranstaltung in Kanada gingen keine europäischen Fahrer am Start, da diese die Strecke von Mosport für zu gefährlich hielten. Das Starterfeld bestand lediglich aus 17 US-amerikanischen und kanadischen Piloten.

## Rennergebnisse
|    | Datum  | Rennen             | Strecke        | Pole-Position    | Lauf | Platz 1          | Platz 2           | Platz 3           | Schn. Rennrunde   |
| -- | ------ | ------------------ | -------------- | ---------------- | ---- | ---------------- | ----------------- | ----------------- | ----------------- |
| 1  | 01.04. | Großbritannien     | Donington      | Doug Polen       | 1    | Doug Polen       | Terry Rymer       | Fabrizio Pirovano | Stéphane Mertens  |
| 1  | 01.04. | Großbritannien     | Donington      | Doug Polen       | 2    | Stéphane Mertens | Raymond Roche     | Rob Phillis       | Doug Polen        |
| 2  | 28.04. | Spanien            | Jarama         | Doug Polen       | 1    | Doug Polen       | Rob Phillis       | Juan López Mella  | Doug Polen        |
| 2  | 28.04. | Spanien            | Jarama         | Doug Polen       | 2    | Doug Polen       | Stéphane Mertens  | Raymond Roche     | Doug Polen        |
| 3  | 02.06. | Kanada             | Mosport        | Tom Kipp         | 1    | Pascal Picotte   | Yves Brisson      | Steve Crevier     | Pascal Picotte    |
| 3  | 02.06. | Kanada             | Mosport        | Tom Kipp         | 2    | Tom Kipp         | Linnley Clarke    | Reuben McMurter   | Reuben McMurter   |
| 4  | 09.06. | Vereinigte Staaten | Brainerd       | Stéphane Mertens | 1    | Doug Polen       | Scott Russell     | Stéphane Mertens  | Doug Polen        |
| 4  | 09.06. | Vereinigte Staaten | Brainerd       | Stéphane Mertens | 2    | Doug Polen       | Scott Russell     | Stéphane Mertens  | Stéphane Mertens  |
| 5  | 30.06. | Österreich         | Österreichring | Doug Polen       | 1    | Stéphane Mertens | Doug Polen        | Raymond Roche     | Doug Polen        |
| 5  | 30.06. | Österreich         | Österreichring | Doug Polen       | 2    | Doug Polen       | Stéphane Mertens  | Raymond Roche     | Doug Polen        |
| 6  | 04.08. | San Marino         | Misano         | Doug Polen       | 1    | Doug Polen       | Rob Phillis       | Davide Tardozzi   | Rob Phillis       |
| 6  | 04.08. | San Marino         | Misano         | Doug Polen       | 2    | Doug Polen       | Raymond Roche     | Rob Phillis       | Raymond Roche     |
| 7  | 11.08. | Schweden           | Anderstorp     | Doug Polen       | 1    | Doug Polen       | Rob Phillis       | Fabrizio Pirovano | Stéphane Mertens  |
| 7  | 11.08. | Schweden           | Anderstorp     | Doug Polen       | 2    | Doug Polen       | Rob Phillis       | Raymond Roche     | Raymond Roche     |
| 8  | 25.08. | Japan              | Sugo           | Doug Polen       | 1    | Doug Polen       | Rob Phillis       | Aaron Slight      | Doug Polen        |
| 8  | 25.08. | Japan              | Sugo           | Doug Polen       | 2    | Doug Polen       | Raymond Roche     | Kevin Magee       | Doug Polen        |
| 9  | 01.09. | Malaysia           | Shah Alam      | Doug Polen       | 1    | Raymond Roche    | Fabrizio Pirovano | Davide Tardozzi   | Doug Polen        |
| 9  | 01.09. | Malaysia           | Shah Alam      | Doug Polen       | 2    | Raymond Roche    | Stéphane Mertens  | Fabrizio Pirovano | Raymond Roche     |
| 10 | 14.09. | Deutschland        | Hockenheim     | Doug Polen       | 1    | Doug Polen       | Raymond Roche     | Davide Tardozzi   | Raymond Roche     |
| 10 | 14.09. | Deutschland        | Hockenheim     | Doug Polen       | 2    | Raymond Roche    | Doug Polen        | Giancarlo Falappa | Doug Polen        |
| 11 | 29.09. | Frankreich         | Magny-Cours    | Rob Phillis      | 1    | Doug Polen       | Raymond Roche     | Fred Merkel       | Doug Polen        |
| 11 | 29.09. | Frankreich         | Magny-Cours    | Rob Phillis      | 2    | Doug Polen       | Raymond Roche     | Stéphane Mertens  | Doug Polen        |
| 12 | 06.10. | Italien            | Mugello        | Doug Polen       | 1    | Doug Polen       | Raymond Roche     | Terry Rymer       | Doug Polen        |
| 12 | 06.10. | Italien            | Mugello        | Doug Polen       | 2    | Raymond Roche    | Doug Polen        | Terry Rymer       | Giancarlo Falappa |
| 13 | 19.10. | Australien         | Phillip Island | Doug Polen       | 1    | Kevin Magee      | Doug Polen        | Aaron Slight      | Aaron Slight      |
| 13 | 19.10. | Australien         | Phillip Island | Doug Polen       | 2    | Doug Polen       | Kevin Magee       | Rob Phillis       | Aaron Slight      |

## Fahrerwertung
| 1  | Doug Polen        | Ducati   | Team Fast By Ferracci Ducati Corse USA | 432 |
| 2  | Raymond Roche     | Ducati   | Ducati Meccanica                       | 282 |
| 3  | Rob Phillis       | Kawasaki | Team Kawasaki Australia                | 267 |
| 4  | Stéphane Mertens  | Ducati   | Ducati Belgium                         | 217 |
| 5  | Fabrizio Pirovano | Yamaha   | BYRD-Pirovano Racing                   | 195 |
| 6  | Terry Rymer       | Yamaha   | Team Loctite Yamaha                    | 162 |
| 7  | Carl Fogarty      | Honda    | Silkolene Honda Britain                | 146 |
| 8  | Fred Merkel       | Honda    | Team RCM - Rumi                        | 124 |
| 9  | Giancarlo Falappa | Ducati   | Ducati Meccanica                       | 113 |
| 10 | Davide Tardozzi   | Ducati   | Team Grottini                          | 108 |
| 11 | Udo Mark          | Yamaha   | Mitsui Yamaha Racing Team              | 68  |
| 12 | Jeffrey de Vries  | Yamaha   | Racing Team Henk de Vries              | 66  |
| 13 | Aaron Slight      | Kawasaki | Team Kawasaki Australia                | 65  |
| 14 | Kevin Magee       | Yamaha   | Peter Jackson                          | 63  |
| 15 | Jari Suhonen      | Yamaha   | Arwidson Yamaha Team                   | 61  |
| 16 | Juan López Mella  | Honda    |                                        | 57  |
| 17 | Scott Russell     | Kawasaki | Muzzy Kawasaki                         | 53  |
| 18 | Daniel Amatriaín  | Honda    | Team Dholda-Honda                      | 47  |
| 19 | Edwin Weibel      | Honda    | Swiss MSW Team                         | 41  |
|    | Jean-Yves Mounier | Yamaha   |                                        | 41  |
| 21 | Rob McElnea       | Yamaha   | Team Loctite Yamaha                    | 35  |
| 22 | Brian Morrison    | Yamaha   | Team Drambuie                          | 33  |
| 23 | Niall Mackenzie   | Honda    | Silkolene Honda Britain                | 31  |
| 24 | Yves Brisson      | Honda    |                                        | 30  |
|    | Linnley Clarke    | Yamaha   |                                        | 30  |
| 26 | Baldassarre Monti | Honda    | Team RCM - Rumi                        | 27  |
| 27 | Steve Crevier     | Kawasaki |                                        | 26  |
| 28 | Malcolm Campbell  | Honda    |                                        | 23  |
| 29 | Scott Doohan      | Yamaha   | Peter Jackson                          | 22  |
| 30 | Massimo Broccoli  | Kawasaki |                                        | 21  |
| 31 | Pascal Picotte    | Yamaha   | Sunoco                                 | 20  |
|    | Tom Kipp          | Yamaha   | Team Wiseco                            | 20  |

|    | Benoît Polon         | Yamaha   | 20 |
| 34 | Reuben McMurter      | Yamaha   | 19 |
| 35 | Piergiorgio Bontempi | Kawasaki | 18 |
| 36 | John Hopperstad      | Yamaha   | 17 |
|    | Steve Martin         | Suzuki   | 17 |
|    | Peter Rubatto        | Yamaha   | 17 |
| 39 | Jacques Guenette     | Kawasaki | 15 |
| 40 | Bruno Bammert        | Yamaha   | 14 |
|    | Bruno Bonhuil        | Yamaha   | 14 |
|    | Michael O’Connor     | Honda    | 14 |
| 43 | Tom Etherington      | Yamaha   | 13 |
|    | Christin Gardner     | Yamaha   | 13 |
|    | Peter Goddard        | Yamaha   | 13 |
| 46 | Christer Lindholm    | Yamaha   | 12 |
| 47 | Virginio Ferrari     | Ducati   | 11 |
|    | Phil Kress           | Kawasaki | 11 |
|    | Vittorio Scatola     | Kawasaki | 11 |
|    | Michael Taylor       | Kawasaki | 11 |
| 51 | Fabrizio Furlan      | Honda    | 10 |
|    | Clyde McDonald       | Suzuki   | 10 |
|    | Antonio Moreno       | Honda    | 10 |
|    | John Reynolds        | Kawasaki | 10 |
|    | Andrew Stroud        | Kawasaki | 10 |
| 56 | James Adamo          | Ducati   | 9  |
|    | Shawn Giles          | Honda    | 9  |
|    | Steve Manley         | Bimota   | 9  |
|    | Russell Wood         | Bimota   | 9  |
| 60 | Simon Crafar         | Yamaha   | 8  |
|    | Ray Stringer         | Yamaha   | 8  |
|    | Mike Walsh           | Yamaha   | 8  |
| 63 | Martin Craggill      | Honda    | 7  |
|    | Roy Leslie           | Ducati   | 7  |

|    | Luis Carlos Maurel   | Yamaha   | 7 |
|    | Doug Pitman          | Yamaha   | 7 |
|    | Ryūji Tsuruta        | Kawasaki | 7 |
| 68 | Peter Guest          | Yamaha   | 6 |
|    | James Knight         | Kawasaki | 6 |
|    | Jean-Michel Mattioli | Yamaha   | 6 |
| 71 | Frank Mrazek         | Ducati   | 5 |
|    | Kiyokazu Tada        | Kawasaki | 5 |
| 73 | Thomas Franz         | Honda    | 4 |
|    | Christian Lavieille  | Ducati   | 4 |
| 75 | Walter Amman         | Yamaha   | 3 |
|    | Dominique Sarron     | Bimota   | 3 |
|    | Ian Short            | Suzuki   | 3 |
|    | Brit Turkington      | Suzuki   | 3 |
| 79 | Masanao Aoki         | Suzuki   | 2 |
|    | Matthew Blair        | Suzuki   | 2 |
|    | Bernd Caspers        | Ducati   | 2 |
|    | Robert Chesaux       | Honda    | 2 |
|    | Massimo Meregalli    | Yamaha   | 2 |
|    | Aldeo Presciutti     | Kawasaki | 2 |
|    | Tony Rees            | Yamaha   | 2 |
| 86 | René Delaby          | Honda    | 1 |
|    | Christophe Guyot     | Honda    | 1 |
|    | Kuan Meng Heng       |          | 1 |
|    | Eddie Kattenberg     | Kawasaki | 1 |
|    | Marcel Kellenberger  | Yamaha   | 1 |
|    | Philippe Mouchet     | Yamaha   | 1 |
|    | Adriano Narducci     | Ducati   | 1 |
|    | René Rasmussen       | Yamaha   | 1 |
|    | Andy Roberts         | Yamaha   | 1 |
|    | Dan Vance            | Suzuki   | 1 |

## Konstrukteurswertung
| 1 | Ducati   | 489 |
| 2 | Yamaha   | 351 |
| 3 | Kawasaki | 355 |
| 4 | Honda    | 265 |
| 5 | Suzuki   | 30  |
| 6 | Bimota   | 21  |